# زنبورخوار دم‌پرستویی
زنبورخوار دم‌پرستویی (Merops hirundineus) پرندهای نزدیک گنجشک‌سان از تیرهٔ زنبورخواران (Meropidae) است.
این پرنده در جنگل‌های ساوانا در کشورهای جنوب صحرای آفریقا زادآوری می‌کند. این گونه تا حدی مهاجر است و در پاسخ به الگوهای بارندگی حرکت می‌کند. این گونه‌ای است که مناطق جنگلی را نسبت به اکثر زنبورخوارها ترجیح می‌دهد.